# 빈슨 산괴
빈슨 산괴(Vinson Massif)는 남극 대륙에서 가장 높은 산이다. 정확한 높이는 4,892m로, 2004년에 GPS 측정을 통해 측정되었다. 그 이전까지는 4,897m였다. 남극 반도의 아래 부근인 남극점에서 약 1000km 정도 떨어진 곳에 있다. 1966년 12월 17일 미국산악협회와 내셔널 지오그래픽의 협조를 받은 니콜라스 클린치가 포함된 미국 그룹이 첫등정에 성공했다.

## 같이 보기
- 칠대륙 최고봉